# Pandemia de COVID-19 na Venezuela
Este artigo documenta os impactos da pandemia de coronavírus de 2020 na Venezuela e pode não incluir todas as principais respostas e medidas mais recentes tomadas. O início do contágio da COVID-19 na Venezuela ocorreu em 13 de março de 2020, conforme o anúncio dos dois primeiros casos confirmados no país, feito pelo vice-presidente Delcy Rodríguez

## Cronologia

### Março
- 16 de março de 2020 - Diante do registro de 33 casos de infectados com a COVID-19, o presidente Nicolás Maduro impõe quarentena no país. O autoproclamado presidente interino Juan Guaidó, anuncia uma série de medidas de combate a apandemia do novo coronavírus, dentre as quais, está a retomada da ajuda humanitária para a população.[2]
- 18 de março de 2020 - É relatado que os hospitais da Venezuela não possuíam água nem sabão para poder realizar o tratamento dos infectados.[3]

- 26 de março de 2020 - A Venezuela registra a primeira morte por COVID-19.[4]
- 28 de março de 2020 - A Venezuela recebe da China: 500.000 kits de testes rápidos, 55.000 kg de assistência técnica com suprimentos, material cirúrgico e medicamentos, ventiladores, tomógrafos sentinelas,  5 mi. de máscaras, 100.000 roupas de isolamento, óculos de segurança, luvas e chinelos para o pessoal de saúde.[5]

### Abril
- 19 de abril de 2020 - Alguns estados tomam medidas contra o coronavírus:[6]
  - Em La Guaira, os comércios dos setores básicos abrirão apenas entre as 08:00 e as 12:00 horas.
  - Em Lara, as pessoas e viaturas apenas podem circular entre as 07:00 e as 14:00 horas locais, sob pena de multa; para poder trafegar fora desse horário necessitam de uma autorização especial da Zona Operacional de Defesa Integral.
  - Em Catia, as quartas-feiras e os domingos são “dias de parada” (paragem obrigatória). As pessoas não podem sair de casa e as lojas não podem abrir.
  - Em Carabobo, os supermercados e farmácias vão fechar as portas às 14:00 horas, três horas mais cedo que o horário inicialmente estipulado.